# Marked Personal
Marked Personal è una serie televisiva britannica in 90 episodi trasmessi per la prima volta nel corso di una sola stagione dal 1973 al 1974.
È una serie del genere drammatico incentrata sulle vicende di una nuova assistente all'ufficio del personale di una grande azienda.

## Personaggi e interpreti
- Isabel Neal (84 episodi, 1973-1974), interpretata da Heather Chasen.
- Georgina Layton (62 episodi, 1973-1974), interpretata da Stephanie Beacham.
- Mary Parrish (54 episodi, 1974), interpretata da Frankie Jordan.
- Gordon Marsh (40 episodi, 1974), interpretato da Carl Rigg.
- Steve Mitchell (14 episodi, 1974), interpretato da Malcolm Reynolds.
- Lynda Carpenter (14 episodi, 1974), interpretata da Sheila Scott-Wilkenson.
- Maggie (12 episodi, 1973-1974), interpretata da Maggie Wells.
- Richard Mason (10 episodi, 1974), interpretato da John Lee.
- Dottor Jack Morrison (8 episodi, 1974), interpretato da Rupert Davies.
- Gerald Painter (8 episodi, 1974), interpretato da John Paul.
- Phil Davies (6 episodi, 1974), interpretato da Peter Clay.
- Geoffrey Bannock (6 episodi, 1974), interpretato da Lloyd Lamble.
- Capo della sicurezza Nolan (6 episodi, 1974), interpretato da Glyn Owen.

## Produzione
La serie, ideata da Charles Dennis, fu prodotta da Thames Television

### Registi
Tra i registi sono accreditati:
- Nicholas Ferguson in 22 episodi (1974)
- Robert Reed in 10 episodi (1973-1974)
- Oliver Horsbrugh in 8 episodi (1973-1974)
- Gabrielle Beaumont in 8 episodi (1974)
- Joe Boyer in 8 episodi (1974)
- Ian Wyatt in 8 episodi (1974)
- Vic Hughes in 6 episodi (1973-1974)
- Desmond McCarthy in 6 episodi (1974)
- John Russell in 4 episodi (1973-1974)
- Anthea Browne-Wilkinson in 4 episodi (1974)
- Tom Clegg in 2 episodi (1974)
- Tristan DeVere Cole in 2 episodi (1974)

### Sceneggiatori
Tra gli sceneggiatori sono accreditati:
- Charles Dennis in 90 episodi (1973-1974)
- Christopher Bond in 18 episodi (1973-1974)
- Bill Barron in 10 episodi (1973-1974)
- Leslie Duxbury in 10 episodi (1973-1974)
- Allan Prior in 10 episodi (1973-1974)
- Bill Lyons in 8 episodi (1974)
- Roger Parkes in 6 episodi (1973-1974)
- Michael Standing in 4 episodi (1973-1974)
- David Ellis in 4 episodi (1974)
- Malcolm Lynch in 4 episodi (1974)
- Anthony Read in 4 episodi (1974)
- Edwin Richfield in 2 episodi (1973)
- Gilly Fraser in 2 episodi (1974)
- Anthony Greville-Bell in 2 episodi (1974)
- Betty Paul in 2 episodi (1974)
- Lal Sands in 2 episodi (1974)
- Fay Weldon in 2 episodi (1974)

## Distribuzione
La serie fu trasmessa nel Regno Unito dal 30 ottobre 1973 al 30 ottobre 1974 sulla rete televisiva Independent Television.

## Episodi
| Stagione       | Episodi | Prima TV Regno Unito |
| -------------- | ------- | -------------------- |
| Prima stagione | 90      | 1973-1974            |